# Brunatna Gleba
Brunatna Gleba – rezerwat przyrody nieożywionej o powierzchni 1,10 ha, utworzony 10 grudnia 1971, w województwie zachodniopomorskim, w powiecie drawskim, w gminie Czaplinek, na oddziale leśnym nr 431d, 12 km na południowy wschód od Połczyna-Zdroju, po zachodniej stronie drogi wojewódzkiej nr 163 Połczyn-Zdrój – Czaplinek.
Rezerwat położony jest na terenie Drawskiego Parku Krajobrazowego oraz Obszaru Chronionego Krajobrazu Pojezierze Drawskie, na południowy wschód od rezerwatu „Dolina Pięciu Jezior”. Leży także w granicach dwóch obszarów Natura 2000: specjalnego obszaru ochrony siedlisk „Jeziora Czaplineckie” PLH320039 i obszaru specjalnej ochrony ptaków „Ostoja Drawska” PLB320019.
Celem ochrony jest zachowanie dobrze wykształconej leśnej gleby brunatnej z wyraźnymi poziomami genetycznymi, porośniętej drzewostanem zbiorowisk leśnych żyznej buczyny niżowej (Galio odorati-Fagetum), wilgotnej buczyny niżowej (Fagus sylvatica-Marcurialis perennis), subatlantyckiego grądu pomorskiego (Stellario holosteae-Carpinetum) oraz ochrona stanowisk rzadkich i zagrożonych wyginięciem roślin nasiennych, takich jak: marzanka wonna (Asperula odorata), konwalia majowa (Convallaria majalis), przylaszczka pospolita (Hepatica nobilis), podkolan biały (Platanthera bifolia) i mchu widłoząb miotlasty (Dicranum scoparium).
Rezerwat leży na terenie Nadleśnictwa Połczyn (leśnictwo Smołdzięcino). Nadzór sprawuje Regionalny Konserwator Przyrody w Szczecinie. Na mocy planu ochrony ustanowionego w 2007 roku (z późniejszymi zmianami), obszar rezerwatu objęty jest ochroną czynną.
Po zachodniej stronie rezerwatu prowadzi znakowany czerwony turystyczny Szlak „Solny” z Połczyna-Zdroju do Czaplinka.